# Europakorridoren
Europakorridoren is een project dat anno 2007 wordt gepland in Zweden. Het betreft een hogesnelheidslijn tussen Stockholm en Hamburg met een aftakking naar Göteborg. Treinen hierop zouden 300 tot 350 kilometer per uur moeten rijden.
Het project omvat een aantal hogesnelheidslijnen, namelijk Östlanken, Götalandsbanan, Europabanan en de HSL Hamburg-Kopenhagen. De verbindingen zouden tot heel korte reistijden tussen de verschillende Scandinavische steden moeten leiden, en de Södra stambanan ontlasten. 
Het is echter nog helemaal niet zeker of dit project doorgaat omdat het opwaarderen van de Södra stambanan veel goedkoper zou zijn.